# Agustín de la Cruz Torres García
Agustín de la Cruz Torres García fue un guerrillero cubano que participó en la Revolución cubana. Nació el 24 de noviembre de 1926 en el municipio de Ranchuelo, en la provincia central de Las Villas, Cuba. 

## Infancia
Su infancia la vivió en un ambiente de pobreza, viviendo en una colonia propiedad de un tío político paterno en El Pelayo en el municipio de Ranchuelo, donde trabajó desde pequeño al mismo tiempo que asistía a la escuela primaria, no pudiendo continuar sus estudios por la necesidad de su familia. 

## Revolución
Se incorporó al Movimiento 26 de Julio en la Revolución cubana en el año 1957, luego se fuera a vivir a Camagüey con su esposa e hijo. Allí, trabajó de albañil y constructor hasta que se vio obligado a viajar a Ranchuelo debido a la represión del gobierno de Fulgencio Batista, desde donde continuó sus actividades revolucionarias hasta el triunfo de la revolución cubana en 1959. 
Ese mismo año, ingresó a las Milicias Nacionales Revolucionarias, además de trabajar en el Ministerio de Obras Públicas. Participó en la Invasión de bahía de Cochinos y en la Rebelión del Escambray, en donde cayó muerto el 26 de noviembre de 1963 en el Escambray, cerca de la zona de Trinidad. 